# Acyrthosiphon bistorti
Acyrthosiphon bistorti är en insektsart. Acyrthosiphon bistorti ingår i släktet Acyrthosiphon och familjen långrörsbladlöss. Inga underarter finns listade i Catalogue of Life.